# Bucky Barnes
James Buchanan "Bucky" Barnes Jr. és un personatge de ficció que apareix als còmics estatunidecs publicats per Marvel Comics. Originalment presentat com a acompanyant del Capità Amèrica, el personatge va ser creat per Joe Simon i Jack Kirby i va aparèixer per primera vegada a Captain America Comics núm. 1 (amb data de portada de març de 1941) (que va ser publicat pel predecessor de Marvel, Timely Comics). La indumentària original de Barnes (o una basada en ella) i el sobrenom de Bucky ha estat utilitzats per altres herois de l'Univers Marvel al llarg dels anys. El personatge és recuperat de la seva suposada mort com un cyborg assassí rentat de cervell anomenat Winter Soldier (rus: Зимний Солдат, translit. Zimniy Soldát). Els records i la personalitat del personatge es restauren posteriorment, cosa que el porta a convertir-se en un heroi fosc a la recerca de la redempció. Assumeix temporalment el paper de "Capità Amèrica" quan se suposava que Steve Rogers era mort. Durant el crossover Fear Itself, de 2011, a Barnes se li injecta la fórmula Infinity, que augmenta la seva vitalitat natural i els seus trets físics d’una manera similar al sèrum de super-soldat utilitzat al capità Amèrica (però menys potent).
Sebastian Stan encarna el personatge a les pel·lícules del Marvel Cinematic Universe Captain America: The First Avenger (2011), Captain America: The Winter Soldier (2014), Ant-Man (2015), Captain America: Civil War (2016), Black Panther (2018), Avengers: Infinity War (2018), Avengers: Endgame (2019), la sèrie de televisió The Falcon and the Winter Soldier (2021) i la sèrie d’animació What If...? (2021) com a versions alternatives.

## Història de la publicació
Quan Joe Simon va crear el seu esbós inicial del Capità Amèrica per al precursor de Marvel Comics Timely Comics el 1940, va incloure un jove acompanyant. "El noi company es va anomenar simplement Bucky, en honor del meu amic Bucky Pierson, una estrella del nostre equip de bàsquet de l'escola secundària", va dir Simon en la seva autobiografia. Després del debut del personatge a Captain America Comics núm. 1 (publicat el 20 de desembre de 1940 amb data de portada març de 1941), Bucky Barnes va aparèixer al costat de l'estrella del títol en pràcticament totes les històries d'aquesta publicació i d'altres sèries de Timely, i va formar part, a més, de l'equip infantil Young Allies. A la postguerra, amb la popularitat dels superherois esvaint-se, Bucky va aparèixer al costat del líder d'equip Captain America en les dues aventures publicades del primer grup de superherois de Timely, All-Winners Squad, a All Winners Comics núm. 19 i núm. 21 (tardor-hivern de 1946; no hi va haver cap número 20).
Després que Bucky va ser afusellat i ferit greument a Captain America Comics núm. 66 (abril de 1948), va ser succeït per la xicota del capità Amèrica Betsy Ross, que es va convertir en la superheroïna Golden Girl. Bucky es va recuperar i es va reunir breument amb el capità Amèrica per a una aparició a Captain America Comics núm. 71 (març de 1949), però no va aparèixer durant la resta de la sèrie. Captain America Comics va acabar amb el número 75 (febrer de 1950), moment en què la sèrie havia estat titulada Captain America's Weird Tales per dos números, sent el darrer un número d'antologia de terror/suspens sense superherois.
Capità Amèrica i Bucky van reviure breument, juntament amb altres estrelles de Timely, Human Torch i Sub-Mariner, a l’omnibus Young Men núm. 24 (desembre de 1953), publicat per la iteració de la dècada de 1950 de Marvel, Atlas Comics. Bucky va aparèixer al costat de "Captain America, Commie Smasher!", com l'heroi era anomenat a les portades, en històries publicades l'any següent a Young Men i Men's Adventures, així com en tres números de Captain America que continuaven amb la numeració antiga. Tanmateix, les vendes van ser pobres i la sèrie es va acabar amb Captain America núm. 78 (setembre de 1954).
Retroactivament a partir de The Avengers núm. 4 (març de 1964), es va establir que el Capità Amèrica original i Bucky havien desaparescut prop del final de la Segona Guerra Mundial i van ser substituïts secretament pel llavors president dels Estats Units, Harry S. Truman, amb herois successors que utilitzaven aquestes identitats. Això significava retroactivament que el Bucky, que va operar amb els All-Winners Squad i que va ser ferit abans d’haver estat substituït per Golden Girl, era un heroi diferent (cosa que també explicava com Bucky encara podria estar a l'adolescència anys després de les seves primeres aventures). Comics posteriors van dir que aquest segon Bucky era un adolescent anomenat Fred Davis, i es va establir que ell i Bucky Barnes s'havien conegut i es van fer amic abans de finalitzar la Segona Guerra Mundial. Es va dir que la versió dels anys cinquanta de Bucky era retroactivament Jack Monroe, un estudiant universitari que s'havia inspirat en les gestes del capità Amèrica original i de Bucky Barnes. Als anys vuitanta, Jack Monroe va adoptar la identitat de Nomad (un àlies que Steve Rogers va utilitzar breument durant la dècada de 1970, quan es va desil·lusionar amb el govern dels Estats Units i el paper del capità Amèrica).
El Bucky original va coprotagonitzar regularment amb el Capità Amèrica les aventures de flashback de la Segona Guerra Mundial presentades a Tales of Suspense núm. 63-71 (març-novembre de 1965). Algunes d’aquestes històries eren adaptacions de les històries originals dels anys 40 de Bucky i el Capità Amèrica publicades per Timely Comics, revisant detalls per establir un nou cànon per a l’Univers Marvel. Després, Bucky Barnes només apareixia de tant en tant en altres històries de flashback o en somnis i records que perseguien Steve Rogers, que se sentia culpable per no haver pogut impedir la seva mort. Durant un breu període, les històries dels anys 60 van representar l’adolescent Rick Jones com el nou acompanyant del capità Amèrica en l’actualitat, donant breument el vestuari i el nom de Bucky. Durant la dècada de 1980, Steve Rogers va cessar temporalment com a Capità Amèrica i va ser substituït per John Walker, l'amic del qual Lamar Hoskins va adoptar la identitat i el nom de Bucky. Lamar va canviar el seu nom per Battlestar quan es va assenyalar que "buck" (dòlar) havia estat un insult utilitzat contra homes negres en parts d'Amèrica.
El 2005, l'escriptor de sèries Ed Brubaker va tornar Bucky de la seva aparent mort a prop del final de la Segona Guerra Mundial. A més, va revelar que l'estatus oficial de Barnes com a company de Capità Amèrica era un encobriment, i que Barnes va començar com un agent de 16 anys entrenat per fer coses que els soldats regulars i el Capità Amèrica de vint-i-pocs normalment no farien, com ara assassinats encoberts.
La mort de Bucky havia estat notable com una de les poques morts en còmics que fins aquell moment no s'havia revertit. Un aforisme entre els fanàtics del còmic, conegut com la clàusula Bucky, era que en els còmics "ningú es queda mort excepte Bucky, Jason Todd i l'oncle Ben". Tot i això, els tres van tornar a la vida als seus respectius universos el 2006, tot i que l’oncle Ben va resultar ser un Ben d’una realitat alternativa.
La mort de Bucky també s'ha utilitzat per explicar per què l'Univers Marvel no té pràcticament companys joves, ja que cap heroi responsable vol posar en perill un menor d'una manera similar. A Stan Lee tampoc li agradava el dispositiu argumental dels companys secundaris dels nens, dient als anys 70 que "una de les meves molèsties per a mascotes sempre ha estat l'adolescent acompanyant del superheroi mitjà". Roger Stern i John Byrne també havien considerat recuperar Bucky, abans de decidir-se en contra. No obstant, el 1990, el cocreador Jack Kirby, quan se li va preguntar si mai havia sentit parlar de ressuscitar Bucky, va respondre: "Parlant completament per a mi, no m'importaria portar Bucky; ell representa els adolescents i sempre hi ha adolescents; és un personatge universal".
Una escena climàtica del retorn de Bucky implica que el Capità Amèrica utilitza el Cosmic Cube (Cub Còsmic) que altera la realitat per restaurar els records de Winter Soldier. En una entrevista posterior, l'escriptor Ed Brubaker va aclarir que el capità Amèrica no "volia" que Winter Soldier tingués els records i la personalitat de Bucky, només va utilitzar el cub perquè Winter Soldier pogués recordar qui era realment. Per tant, no va haver-hi cap escletxa en què una història posterior pogués afirmar que Winter Soldier era en realitat un personatge diferent i que només es creia Bucky a causa del Capità Amèrica.
Barnes es va convertir en un personatge habitual de la sèrie Avengers 2010-2013 durant la seva etapa actuant com a Capità Amèrica (quan es creia que Steve Rogers era mort) des del número 1 (juliol de 2010) fins al número 7 (gener de 2011) i al número # 12.1 (juny de 2011). Durant el crossover <i id="mwew">Fear Itself</i> de 2011, Barnes és assassinat, però ràpidament torna a la vida gràcies a la Fórmula Infinity, la mateixa substància química que va donar a Nick Fury vitalitat i trets físics millorats, i que era una forma més feble del sèrum de super-soldat. Ara millorat de manera similar a Steve Rogers i Nick Fury, Bucky va tornar al paper de Winter Soldier, aquesta vegada com a agent de S.H.I.E.L.D. en una sèrie homònima que va durar 19 números. Els primers 14 números van ser escrits per Brubaker, amb l'últim arc de la història escrit per Jason Latour. Des del gener de 2014, Bucky va formar part del repartiment d'All-New Invaders de James Robinson.
L’octubre de 2014, Barnes va ser objecte d’una nova sèrie titulada Bucky Barnes: The Winter Soldier. La sèrie va ser escrita per Ales Kot amb art de Marco Rudy. Va tenir 11 números abans de ser cancel·lat.

## Biografia del personatge de ficció

### Origen i Segona Guerra Mundial
James Buchanan "Bucky" Barnes Jr. neix a Shelbyville, Indiana el 1925. Barnes creix com a mocós de l'exèrcit al costat de la seva germana molt més petita Rebecca "Becca" Barnes (originalment es diu que Rebecca era el germà gran). La seva mare, Winnifred Barnes, mor quan els dos fills encara són petits. Més tard, el seu pare James "Jimmy" Barnes Sr. (que originalment es deia George Barnes) és assassinat durant un exercici d'entrenament al camp de l'exèrcit estatunidenc Lehigh a Virgínia el 1938. Bucky i Becca són adoptats a càrrec del company del seu pare, el Major Samson. Becca és enviada a l'internat (es diu que va a viure amb la seva tia Ida a Albany) mentre Bucky es queda al camp Lehigh i es converteix en la seva mascota no oficial del campament, amb uniforme i familiaritzant-se amb la vida militar. En la meïtat de la seva adolescència, l'espavilat Bucky fa una carrera paral·lela de contraban de mercaderies al camp per als soldats. Participant en exercicis amb els soldats que s'entrenen, Bucky mostra una capacitat natural pel tir i el combat físic.
Al cànon original de Timely Comics, l'adolescent Bucky coneix i es fa amic del soldat Steven Rogers al Camp Lehigh el 1941. Durant aquest mateix temps, diaris i programes de ràdio comparteixen notícies d’un misteriós nou heroi anomenat Capità Amèrica, un home convertit en super-soldat gràcies a un sèrum i una tecnologia especials desenvolupats pel Dr. Abraham Erskine (nom en clau: Dr. Reinstein) i el seu projecte Operation: Rebirth (Operació: Renaixement). Barnes devora amb entusiasme els relats de les gestes del Capità. Més tard, Bucky entra a la cambra de Steve i accidentalment descobreix que el aparentment senzill i maldestre és el propi Capità Amèrica. Steve accepta reclutar a Bucky com a company, entrenant-lo personalment per convertir-se en un ferotge combatent. En un relat, el Capità Amèrica només ho fa després de compartir una aventura a l'estranger amb Bucky, on l'adolescent l'ajuda en la batalla contra el Red Skull, protegit de Hitler i posterior rival.
En històries posteriors, es reescriu que el fet de veure a Steve mentre es canvia el vestit i descobreix la seva identitat per accident és una història de cobertura creada amb finalitats propagandístiques. En el cànon revisat de Marvel Comics, per recomanació del major Samson, Bucky, de 16 anys, se sotmet a un rigorós entrenament de comandaments i operacions especials sota la direcció del SAS britànic el 1940. El 1941, se li assigna la parella del Capità Amèrica, actuant com a reforç, el seu explorador avançat, símbol de la joventut i el patriotisme nord-americans, i un contrapunt a les Joventuts Hitlerianes. Bucky entén que de vegades serà cridat a realitzar missions de franctirador i altres tasques que l'exèrcit dels Estats Units no vol que realitzi el Capità Amèrica, per tal de preservar la seva reputació de noble soldat i símbol viu. Durant aquest temps, Bucky perd el contacte amb la seva germana Rebecca, sense saber com parlar amb ella quan ha de mantenir gran part de la seva vida en secret. El 1942, després que els EUA entressin oficialment a la Segona Guerra Mundial, a Rebecca se li diu que Bucky és ara un soldat actiu al teatre europeu, ja que havia mentit sobre la seva edat per unir-se a l'exèrcit.
Tot i que se li dona una disfressa i una màscara de colors per posar-se al costat de Cap en missions, Bucky rebutja la necessitat d’un nom de superheroi. Els diaris el coneixien simplement com a "Bucky", un malnom no poc habitual als Estats Units durant aquella època. La seva germana Becca i els seus amics del Camp Lehigh no connecten el Bucky Barnes que coneixen amb l’aventurer emmascarat i de formidable físic anomenat Bucky que lluita al costat del Capità Amèrica en fotografies i notícies en blanc i negre (i sovint borroses). Junts, el Capità Amèrica i Bucky lluiten contra les operacions nazis tant a casa com a l'estranger. Primer operen com a duo sota la direcció de l'exèrcit estatunidenc, però més tard també formen part de l'equip de superherois independent que opera a Europa conegut com els Invaders, unint forces amb Namor el Submarí, l'androide conegut com la Human Torch, i el company d'aquest Thomas "Toro" Raymond. Barnes i Toro es converteixen en bons amics, tot i que aquest últim és uns anys més jove. Tots dos s'uneixen amb altres per formar un grup anomenat Young Allies. Bucky també forma part breument d’un grup anomenat Kid Commandos.
Durant diverses missions de la Segona Guerra Mundial, Steve i Bucky treballen al costat de Nick Fury i The Howling Commandos. Una missió que implica Nick Fury porta el Capità Amèrica a la nació africana de Wakanda. Després d’ajudar l’heroi local Black Panther (pare de T'Challa) contra els invasors nazis, a Steve Rogers se li dona una mostra de vibranium, que posteriorment s'utilitza per crear un escut de disc d’un aliatge de ferro-vibrani únic. L'escut es fa famós com l'arma preferida del Capità Amèrica i Bucky aprèn a manejar-lo també. Els intents posteriors de recrear aquest aliatge van crear el metall adamantium. Abans que acabi la guerra, a Nick se li dona la Infinity Formula (Fórmula de l'Infinit), una versió més feble del sèrum de super-soldat. Això permet a Nick Fury envellir a un ritme molt més lent que un ésser humà normal, alhora que millora els seus trets físics.
Quan el Red Skull captura i hipnotitza els Invaders al servei dels nazis, només Bucky s'escapa, menyspreat pel seu enemic. Bucky recluta ajuda de Jeff Mace, un nou heroi emmascarat anomenat Patriot, i després emet una ajuda dels combatents del crim nord-americans perquè puguin aturar el Red Skull. Diverses respostes, que van conduir a la formació de la Liberty Legion sota el lideratge de Bucky i Mace. Red Skull envia llavors els seus Invaders hipnotitzats contra la Liberty Legion. Durant aquesta aventura, Bucky amaga els seus veritables moviments i plans demanant-li a Fred Davis, un noi dels ianquis de Nova York, que porti temporalment el seu vestit i que es faci passar per ell. Els invasors s'alliberen del control hipnòtic i tornen al teatre europeu amb Bucky, mentre que la Liberty Legion continua sent l'equip de “casa” als Estats Units A partir d’aquest moment, tots dos equips s'ajuden mútuament sempre que sigui necessari.
En els darrers dies de la Segona Guerra Mundial, el 1945, quan Bucky té 20 anys, ell i el Capità Amèrica troben al malvat Baró Zemo intentant destruir un avió dron experimental aliat. Quan Zemo llança l'avió amb un artefacte explosiu armat, Rogers i Barnes salten a bord. El Capità Amèrica cau de l'avió cap al cercle polar àrtic. Simultàniament, Bucky intenta desactivar sense èxit la bomba, que explota en l'aire abans d'arribar al seu objectiu previst. Amb Bucky i Steve desapareixent de la vista del públic després de l'explosió de l'avió, l'exèrcit dels Estats Units els suposa morts. En realitat, Rogers està congelat viu per les gelades aigües de l'Atlàntic Nord, el sèrum de super-soldat del seu sistema el manté viu i en animació suspesa.
Poc després de l'explosió, Bucky és trobat a l'aigua pel general de l'URSS Vasily Karpov i la tripulació d'un submarí patrulla rus. Tot i no posseir trets millorats com el Capità Amèrica o cap habilitat sobrehumana, Bucky encara és viu, el seu cos parcialment conservat per les aigües gelades i pot reviure. Juntament amb la pèrdua del braç esquerre, pateix danys cerebrals i amnèsia com a conseqüència de l'explosió i del seu temps a l'aigua. En adonar-se que encara té les seves habilitats de coneixement, experiència i instints de combat, Karpov l'envia a l'agència soviètica secreta Departament X.

### Winter Soldier

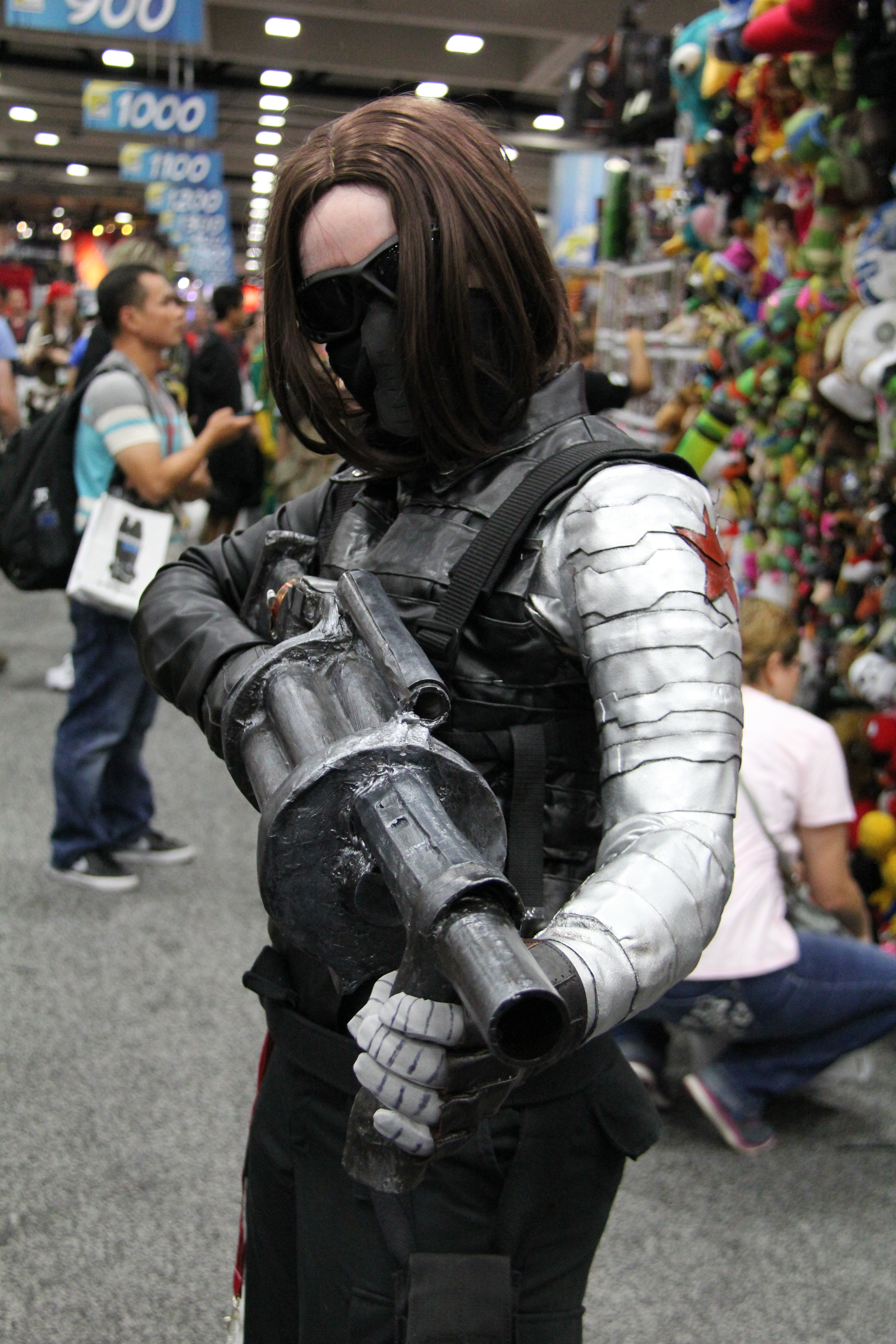
Cosplayer del Winter Soldier.

Els científics del Departament X donen a Bucky Barnes un braç biònic per substituir el que va perdre. Després de sotmetre's a un entrenament hipnòtic, és utilitzat com un assassí secret anomenat "Winter Soldier" (Soldat d'Hivern). Entre cada missió encoberta, es manté en estasi criogènic, situant-lo en animació suspesa durant mesos i, de vegades, anys. A mesura que la tecnologia millora, el braç biònic del Winter Soldier s'actualitza regularment.
El 1968, Winter Soldier és enviat a matar el professor Zhang Chin, a qui havia conegut més de vint anys abans. Va ser frustrat per un ésser intangible anomenat Man with No Face (Home sense cara), tot i que va poder escapar. A la destinació als Estats Units als anys setanta, pateix una avaria i desapareix durant dies després d’haver assassinat el seu objectiu. Winter Soldier ajuda a la fugida del mutant anomenat Wolverine del laboratori Weapon X que va experimentar amb ell contra la seva voluntat, unint el seu esquelet amb l’indestructible metall adamantium. Més tard, Winter Soldier assassina a Itsu, l'esposa de Wolverine. El seu fill no nascut, Daken, sobreviu a l'atac després de ser tallat de l'úter de la seva mare. En algun moment, Winter Soldier, que de vegades mostra indicis de la seva personalitat humana, comparteix breument una aventura romàntica amb l’operativa russa Natalia Romanoff, la Black Widow. Durant un dels seus períodes actius, Winter Soldier forma a diversos operaris dorments.
El general Aleksander Lukin envia Winter Soldier per matar el Red Skull i un dels successors de Bucky, Jack Monroe. Red Skull sobreviu al seu assassinat col·locant la seva ment dins d’un Cosmic Cube danyat. Per ordre de Lukin, Winter Soldier llança un atac terrorista a Filadèlfia, Pennsilvània, matant centenars i recarregant el danyat Cosmic Cube durant el procés. Sharon Carter, agent de SHIELD i ex-amant de Steve Rogers, li diu al Capità Amèrica que Winter Soldier s'assembla a Bucky Barnes. Més tard, el director de SHIELD, Nick Fury, confirma l'existència de Winter Soldier i Steve veu evidències que l'assassí és en realitat Bucky, encara viu però rentat al cervell i incapaç de recordar la seva veritable identitat. Després de lluitar contra ell, el Capità Amèrica utilitza el Cosmic Cube en ell, dient-li: "Recorda qui ets". El dany cerebral de Winter Soldier es repara i recupera els seus records. Aclaparat per la culpa per les seves accions com a assassí, Barnes aixafa el Cosmic Cube i s'escapa.
Poc després, Winter Soldier ajuda el Capità Amèrica a defensar-se d’un atac terrorista a Londres. A continuació, demana feina i equipament nou a Nick Fury. Poc després d'això, la Llei de registre sobrehumans a Amèrica exigeix que tots els superherois es converteixin en agents registrats del govern, sent prohibint-los d'actuar sense autorització i empresonant-los sense judici. Això condueix a una guerra civil sobrehumana, amb Steve Rogers defensant que els herois no registrats per evitar que siguin empresonats per Tony Stark i aquells que creuen en fer complir el registre malgrat el cost. Això condueix a l'eventual rendició i detenció de Steve Rogers, a canvi d'una amnistia per a qualsevol heroi que abans estigués en contra del registre, però que ara decideixi complir-lo. Winter Soldier ajuda Fury a planificar la fugida de Steve Rogers, però abans que puguin actuar, Steve és aparentment assassinat per una hipnotitzada Sharon Carter i agents del Red Skull, que ara posseeix el cos de Lukin.

### El nou Capità Amèrica
En adonar-se que Tony Stark supervisarà el nomenament d’un nou Capità Amèrica, Winter Soldier roba l'escut del Capità Amèrica perquè no el puguin lliurar. Red Skull té el malvat Dr. Faustus que intenta rentar el cervell a Winter Soldier. Després que fracassi, Barnes escapa i és capturat per SHIELD, ara dirigit per Tony Stark. Tony revela que Steve Rogers va deixar una carta demanant-li que vigilés Barnes i demanant que continués el llegat del Capità Amèrica. Stark suggereix que Barnes es converteixi en el nou Capità Amèrica. Barnes accepta fer-ho només si Stark li garanteix una autonomia completa, alliberant-lo de la Llei de registre sobrehumà, i fa que els telepates de S.H.I.E.L.D. busquin i eliminin qualsevol ordre subliminal del Departament X encara present a la seva ment. Stark hi està d’acord, però manté en secret l’acord i el seu suport al nou Capità Amèrica, ja que infringeix la llei de registre.

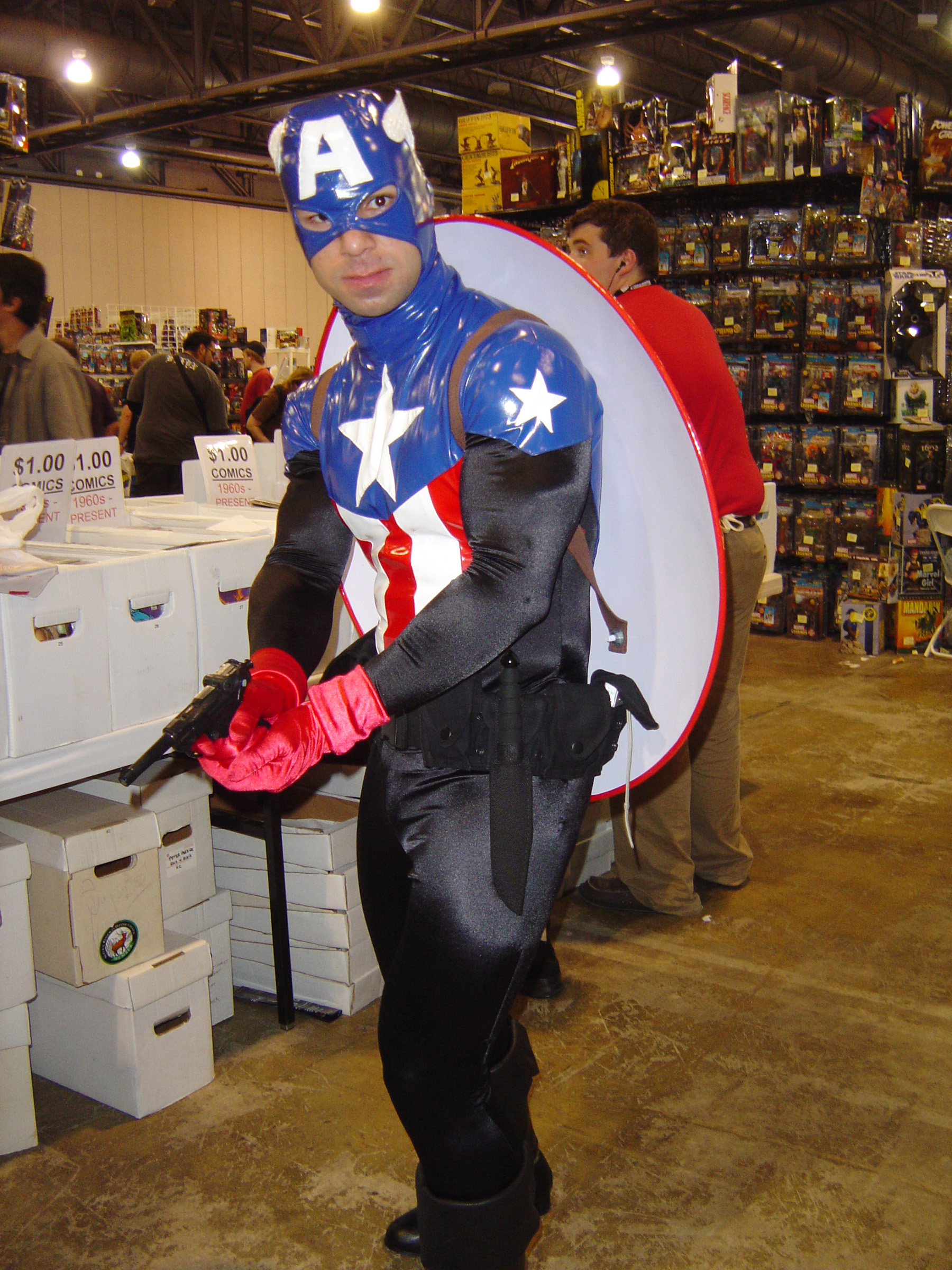
Cosplayer del Capità Amèrica encarnat per Barnes.

Barnes adopta un nou uniforme de Capità Amèrica lligat amb adamantium. Per compensar el fet que no és un super-soldat com Steve, en no haver estat tractat amb el sèrum de super-soldat o els "vita-rays" d'Erskine, porta una pistola i un ganivet de combat juntament amb l'escut. La primera gran aventura de Barnes com a nou Capità Amèrica consisteix a associar-se amb Falcon, Sharon Carter i S.H.I.E.L.D. contra el Red Skull original, el Dr. Faustus i William Burnshide, salvant de l’assassinat els candidats presidencials demòcrates i republicans. L’aventura acaba amb Barnes acceptant que ara és el Capità Amèrica. Comença una nova amistat amb Black Widow.
A la història Capitain America: Reborn, Barnes descobreix que Steve Rogers no va ser assassinat, sinó que ha quedat atrapat en una posició fixa de temps i espai, un complex pla de venjança promulgat pel Red Skull. Una màquina destinada a portar-lo de tornada està danyada i fa que Steve revisqui el seu propi passat. Mentre Barnes s'associa amb un grup d’antics Venjadors, el Red Skull projecta la seva consciència al cos de Steve, amb la intenció de prendre-la. Barnes i el seu grup intercepten la nau del Red Skull a prop del Memorial Lincoln i es produeix una batalla amb els seus agents. Barnes lluita contra el Skull, en el cos de Steve, que utilitza l'escut per tallar-li la mà cibernètica. Tanmateix, Red Skull s'adona que la consciència de Steve lluita i pot matar-lo. El Skull habita un cos robòtic per seguretat. Steve, de nou amb el control de si mateix, lidera un atac contra ell. El Red Skull robòtic és finalment destruït. Tot i que ara ha tornat a la vida, a Steve no li importa que Bucky continuï operant com a Capità Amèrica. Per un temps els dos operen simultàniament amb els seus distintius uniformes de Capità Amèrica, de vegades lluitant junts. Barnes insisteix que Steve utilitzi l'escut. Després del setge d'Asgard, Rogers retorna l'escut a Barnes i retira oficialment el seu uniforme, decidint ara operar com a heroi sense màscares i deixant a Barnes com l'únic Capità Amèrica actiu.
Quan la identitat de Barnes es fa pública, és jutjat pels crims que va cometre com a Winter Soldier. No es troba culpable en un tribunal estatunidenc, però funcionaris russos se l'emporten, considerant-lo responsable dels crims contra l'estat i afirmant que va matar dos civils. Sharon Carter i Black Widow descobreixen que les víctimes de Barnes no eren civils, sinó que, de fet, estaven relacionades amb la divisió Red Room del Departament X, el mateix programa d’assassinat encobert que va crear els agents Black Widow. Barnes escapa de la presó i torna als Estats Units, però creu que pot estar massa contaminat pel passat per continuar sent el Capità Amèrica.

### Retorn a Winter Soldier

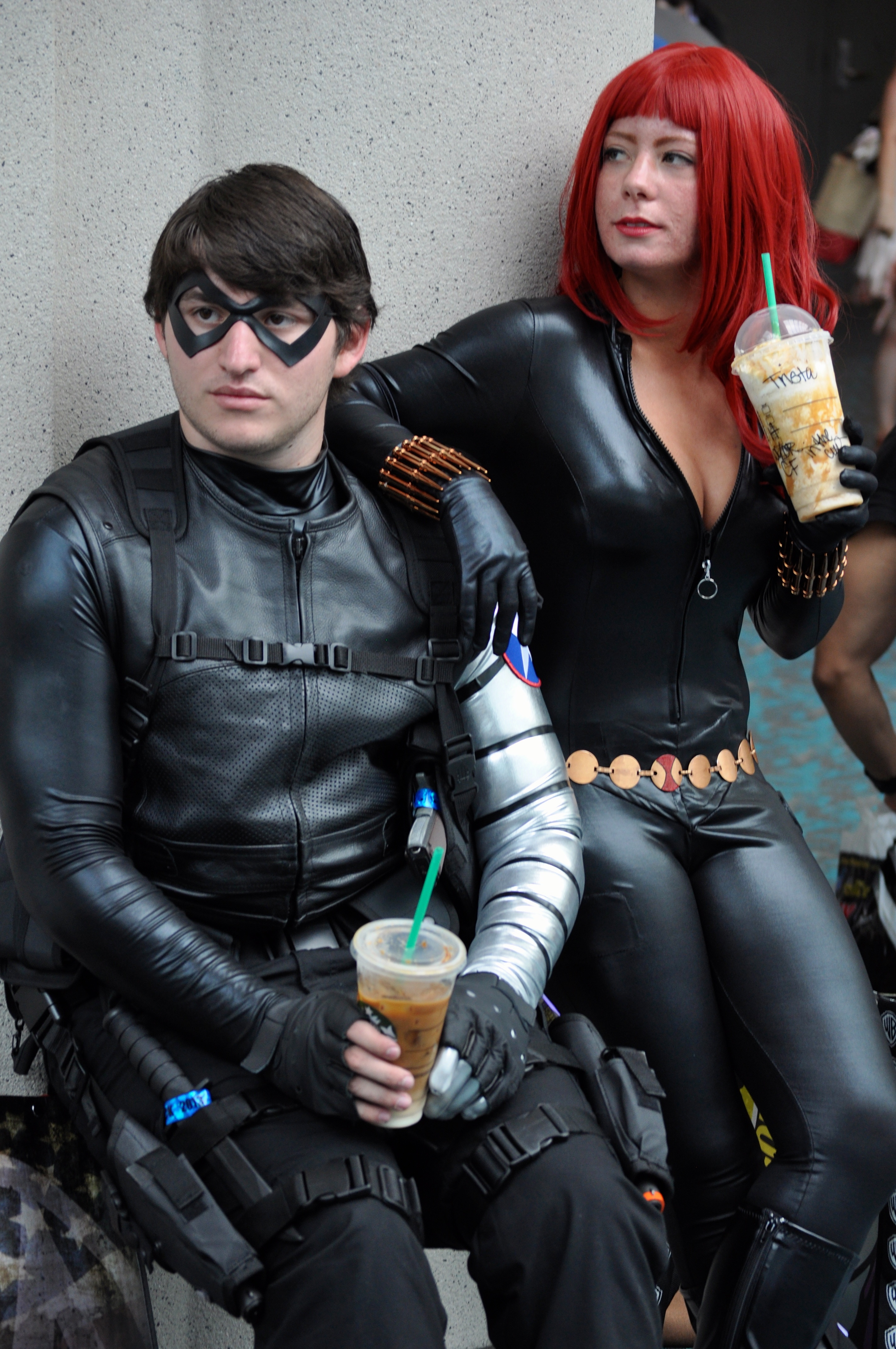
Cosplayers de Winter Soldier i Black Widow.

Durant la història de Fear Itself, Barnes reprèn la identitat del Capità Amèrica, però aparentment és assassinat en la batalla amb la malvada Sin (Pecat) (autoritzada temporalment per les forces asgardianes com Skadi). Bucky és recuperat i restaurat per la Fórmula Infinity, el mateix producte químic utilitzat a Nick Fury durant la Segona Guerra Mundial. Això augmenta la vitalitat i les capacitats físiques de Bucky, tot i que en menor grau que Steve Rogers. Com que el món creu que el nou Capità Amèrica està mort, Bucky torna secretament a operacions encobertes, ara treballant per a S.H.I.E.L.D. i l'exèrcit nord-americà. Només Rogers, Nick Fury i Black Widow saben que Winter Soldier torna a estar operatiu.
Natasha va ser capturada per Novokov i reprogramada per tornar als seus vells costums. Ella és encoberta com a ballarina de ballet i recapturada per Barnes i S.H.I.E.L.D. Fa tot el possible per desfer la primera capa de la programació, però torna al seu antic jo de nou mentre ataca a un agent, el mata i pren la seva arma. Ella matà a més soldats i apunta a Fury, que inicia una baralla. Natasha intenta matar a Fury, però el tir és bloquejat per Sitwell que acaba sent assassinat per les bales. Natasha se'n va i es reuneix amb Novokov una vegada més. Leo i la Black Widow es troben en un lloc de la bomba quan Bucky apareix. Lluita contra tots dos i derrota a Novokov quan arriba S.H.I.E.L.D. Leo intenta utilitzar a Natasha com a ostatge, però es separen a causa de Hawkeye mentre Bucky dispara a Leo. S.H.I.E.L.D. s'organitza per tornar a connectar tots els records de la Vídua fins al dia actual a excepció de la seva memòria sobre Bucky. Bucky té el cor trencat per aquest resultat, però troba consol que almenys Natasha no ha de patir més i s'allunya d'ella.
Durant la trama Original Sin, Bucky participa en la investigació de la mort d’ Uatu el Watcher (Vigilant). Ell i altres aprenen que al llarg de les dècades, Nick Fury ha protegit la Terra de manera secreta i en solitari de diverses amenaces alienígenes mitjançant mètodes brutals i letals no autoritzats per cap govern i que molts dels herois de la Terra no tolerarien. Fury decideix actuar com a substitut del Watcher, mentre que Bucky assumeix el paper de Fury com a despietat guardià de la Terra, "the man on the wall" (l'home del mur). Altres esdeveniments porten a l'envelliment de Steve Rogers diverses dècades. Ara vell, transfereix el paper del Capità Amèrica a Sam Wilson, el Falcon (Falcó).

## En altres mitjans

### Pel·lícules
- L'encarnació de Ultimate Marvel de Bucky Barnes apareix a la pel·lícula d’animació directa al vídeo Ultimate Avengers, amb la veu de James Arnold Taylor.
- Sebastian Stan encarna Bucky Barnes al Marvel Cinematic Universe com a part d'un acord per nou pel·lícules amb Marvel Studios.[51]

### Televisió
- Bucky Barnes apareix al segment "Capità Amèrica" de la sèrie animada The Marvel Super Heroes, amb la veu de Carl Banas.[52]
- Bucky Barnes / Winter Soldier apareix a la sèrie animada The Avengers: Earth's Mightiest Heroes, amb la veu de Scott Menville i Jon Curry respectivament.[52][53] Introduït a l'episodi "Meet Captain America" i al llarg de "The Red Skull Strikes!" i "If This Be Doomsday!", Bucky va ajudar el capità Amèrica a combatre HYDRA durant la Segona Guerra Mundial fins que es va sacrificar per salvar el Capità Amèrica. Tot i que el primer es va presumir mort durant dècades, a "Hail, HYDRA!", El segon va utilitzar sense saber-ho el Cosmic Cube per reviure Bucky. Al llarg dels episodis "Nightmare in Red", "Code Red" i "Winter Soldier", Bucky va ser capturat per les forces HYDRA i convertit en Winter Soldier abans de caure finalment sota les ordres de Dell Rusk fins al dia d'avui. Un cop el Capità Amèrica descobreix la seva identitat, és capaç d’alliberar Bucky del seu rentat de cervell perquè puguin unir forces una vegada més per derrotar a Rusk, que es revela com el Red Skull. Al final de la sèrie "Avengers Assemble!", Bucky uneix forces amb Ant-Man, Black Panther, Hulk i Invisible Woman per frustrar la invasió de Galactus i repel·ler el seu herald Firelord.
- Bucky Barnes apareix a l'episodi de la sèrie animada The Super Hero Squad Show "World War Witch", amb la veu de Rod Keller.[52]
- Bucky Barnes / Winter Soldier apareix a la sèrie animada Avengers Assemble[54][55] amb la veu de Bob Bergen a "Ghosts of the Past", Roger Craig Smith a "Spectrums", Robbie Daymond com el jo original de Bucky a "Saving Captain Rogers" i Matt Lanter a "The Vibranium Curtain". En l'episodi "Ghost from the Past", s'infiltra en l'Avengers Tower (Torre dels Venjadors) per raptar el Red Skull i venjar-se. No obstant això, els Vengadors intervenen i obliguen Winter Soldier a retirar-se.[56] A "Spectrums", el Doctor Spectrum utilitza les pors del capità Amèrica per fer-lo lluitar contra una versió espectral de Winter Soldier fins que el Capità Amèrica supera les seves pors.[56] A "Saving Captain Rogers", el baró Helmut Zemo hipnotitza el capità Amèrica per recrear una baralla que va tenir amb Heinrich Zemo a la Segona Guerra Mundial al costat de Bucky com el seu jo original, però Winter Soldier finalment l'ajuda a sortir-ne.[56] A "The Vibranium Curtain Pt.1", Winter Soldier s'uneix als Venjadors per perseguir i derrotar Black Panther després que aquest últim sigui acusat de matar el Capità Amèrica. Winter Soldier té èxit, i tot i que intenta matar a Black Panther abans que Iron Man l'aturi.[56]
- Bucky Barnes / Winter Soldier apareix a la sèrie animada Marvel Future Avengers, amb la veu de Masayoshi Sugawara en japonès i Yuri Lowenthal en anglès.[53] Aquesta encarnació és al principi membre dels Masters of Evil abans de recuperar els seus records.
- Sebastian Stan va repetir el seu paper de Bucky Barnes a la sèrie de televisió Disney + intergrada al Marvel Cinematic Universe:
  - Apareix a la sèrie limitada d’acció en viu The Falcon and the Winter Soldier.[57][58]
  - Stan també apareixerà a la sèrie d’animació What If...?[59]

### Videojocs
- Bucky Barnes com a Winter Soldier apareix com a mini-cap a Marvel: Ultimate Alliance, amb la veu de Crispin Freeman.[53] A causa del desenvolupament del joc abans de la conclusió de la reintroducció del personatge en els còmics, apareix com un dolent malgrat conservar els seus records.
- Bucky Barnes com Winter Soldier apareix a les versions de Wii, PS2 i PSP de Marvel: Ultimate Alliance 2.
- Bucky Barnes com ell mateix i Winter Soldier apareix a Marvel Super Hero Squad: The Infinity Gauntlet.
- Bucky Barnes apareix a Captain America: Super Soldier, amb la veu de Sebastian Stan.[52]
- Bucky Barnes com Captain America i Winter Soldier apareixen com a dos personatges jugables separats a Marvel Super Hero Squad Online, amb la veu de Mikey Kelley i Yuri Lowenthal respectivament.[53] A més, Winter Soldier també apareix com a cap.
- Bucky Barnes com a Winter Soldier apareix com a carta al programa "Heroes vs. Heralds Mode" d'Ultimate Marvel vs.Capcom 3. A més, un dels vestits alternatius de Captain America es basa en el vestit de Captain America de Bucky.
- Bucky Barnes com a Winter Soldier apareix a Marvel Heroes, amb la veu de David Hayter.[60]
- Bucky Barnes com a Winter Soldier apareix com a personatge de DLC a Lego Marvel Super Heroes, amb la veu de James Arnold Taylor.[53]
- Bucky Barnes com a Winter Soldier apareix com a personatge jugable al joc de Facebook Marvel: Avengers Alliance.[61]
- Bucky Barnes com a Winter Soldier apareix com a personatge jugable al joc iOS / Android Marvel: Contest of Champions.[62]
- Bucky Barnes com a Winetr Soldier apareix com a personatge secundari a Disney Infinity: Marvel Super Heroes.[63]
- Bucky Barnes és el seu àlies original, la seva encarnació de MCU, Winter Soldier (original i MCU) i el Capità Amèrica apareixen com a personatges jugables separats a Lego Marvel's Avengers,[53] amb veu de Scott Porter.[52] Apareix per primera vegada al tercer capítol del mode història, que es basa en el seu paper a The First Avenger, mentre que Winter Soldier és el cap del nivell de bonificació “Out of Insight”, que es basa en el seu paper a The Winter Soldier.
- Bucky Barnes com a Winter Soldier apareix com a personatge jugable a Marvel: Future Fight.[64]
- Bucky Barnes com a Winter Soldier apareix com a personatge jugable a Marvel Puzzle Quest.[65]
- Bucky Barnes com a Winter Soldier apareix com a personatge de DLC a Marvel vs. Capcom: Infinite, amb la veu de Scott Porter.[66]
- Bucky Barnes com a Winter Soldier apareix com a personatge jugable a Lego Marvel Super Heroes 2.[67]
- Bucky Barnes com Winter Soldier apareix com un personatge no jugable a Marvel Ultimate Alliance 3: The Black Order, amb la veu de Ray Chase.[68]

## Recepció
El 2011, IGN va considerar Bucky el company de superherois més icònic de l'Edat Daurada, després de Robin, i el va classificar com el 53è heroi de còmic més gran de tots els temps, descrivint-lo també com un dels protagonistes de l’Univers Marvel. El 2012, IGN va incloure a Bucky com a número 8 a la seva llista de "Els 50 principals Venjadors".